# Walter Hilton
Walter Hilton, född cirka 1340/1345 i Lancashire, död 24 mars 1396, var en engelsk mystiker.
Walter Hilton var författare av The Scale of Perfection, Englands fram till reformationen mest lästa uppbyggelsebok; den utgavs bland annat av Evelyn Underhill 1923.